# 比爾吉茨山

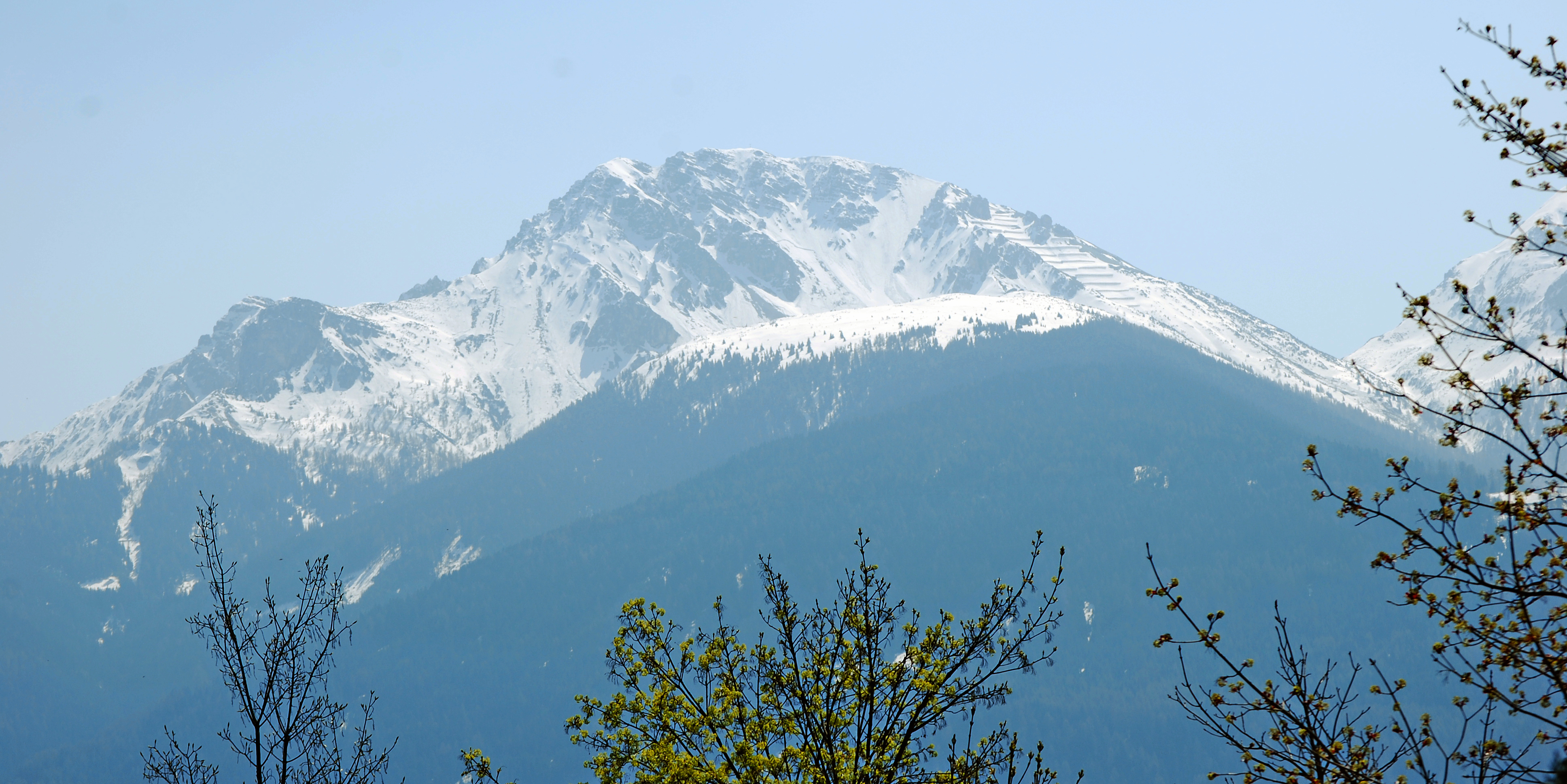

47°11′57″N 11°18′51″E / 47.19917°N 11.31417°E
比爾吉茨山（德語：Birgitzköpfl），是奧地利的山峰，位於該國西部，由蒂羅爾州負責管轄，屬於斯圖拜阿爾卑斯山脈的一部分，處於因斯布鲁克西南面，海拔高度1,982米。